# National Rugby League 1915
La New South Wales Rugby Football League de 1915 fue la octava temporada del torneo de rugby league más importante de Australia.

## Formato
Los clubes se enfrentaron en una fase regular de todos con todos en condición de local y de visitante, el equipo mejor ubicado al terminar la fase regular se corona campeón del torneo.
Se otorgaron 2 puntos por el triunfo, 1 por el empate y ninguno por la derrota.

## Desarrollo

### Tabla de posiciones
| Pos. | Equipo                  | Encuentros | Encuentros | Encuentros | Encuentros | Tantos | Tantos | Tantos | Puntos |
| Pos. | Equipo                  | PJ         | PG         | PE         | PP         | F      | C      | Dif    | Puntos |
| ---- | ----------------------- | ---------- | ---------- | ---------- | ---------- | ------ | ------ | ------ | ------ |
| 1    | Balmain                 | 14         | 12         | 2          | 0          | 232    | 71     | +161   | 26     |
| 2    | Glebe                   | 14         | 12         | 0          | 2          | 268    | 106    | +162   | 24     |
| 3    | Newtown Jets            | 14         | 9          | 1          | 4          | 208    | 119    | +89    | 19     |
| 4    | South Sydney            | 14         | 8          | 1          | 5          | 157    | 94     | +63    | 17     |
| 5    | Eastern Suburbs         | 14         | 6          | 0          | 8          | 180    | 109    | +71    | 12     |
| 6    | Annandale               | 14         | 3          | 0          | 11         | 113    | 256    | -143   | 6      |
| 7    | Western Suburbs Magpies | 14         | 2          | 0          | 12         | 67     | 200    | -133   | 4      |
| 8    | North Sydney Bears      | 14         | 2          | 0          | 12         | 83     | 353    | -270   | 4      |

|  | Campeón. |

| Bandera de Australia |
| Campeón Balmain      |
| Primer título        |